# Płochowo
Płochowo [pwɔˈxɔvɔ] est un village polonais de la gmina de Goniądz dans le powiat de Mońki et dans la voïvodie de Podlachie. Il se situe à environ 7 kilomètres au nord-ouest de Goniądz, à 17 kilomètres au nord-ouest de Mońki et à 57 kilomètres au nord-ouest de Bialystok. 